# ريال مدريد لكرة السلة
ريال مدريد لكرة السلة (بالإسبانية: Real Madrid Baloncesto) هو فريق كرة سلة إسباني للمحترفين يتبع لنادي ريال مدريد تأسس في 8 مارس 1931  يقع في مدريد، إسبانيا. يلعب في الدوري الإسباني لكرة السلة والدوري الأوروبي لكرة السلة. يعد من أكثر أندية كرة السلة في إسبانيا وأوروبا تتويجا بالألقاب، حيث هو النادي الأكثر تتويجًا بلقب الدوري الإسباني لكرة السلة بـ37 لقباً كما فاز ببطولة الدوري الأوروبي لكرة السلة 11 مرة. وكذلك الأكثر تتويجًا بكأس ملك أسبانيا بـ29 لقبًا.
وأيضًا فاز ريال مدريد بكأس القارات لكرة السلة 5 مرات ويُعد هذا رقم قياسي للبطولة، وفاز أيضًا ببطولة التاج الثلاثي ثلاث مرات. ومن بين أساطير النادي منذ تأسيسه: أرفيداس سابونيس، درازن بيتروفيتش، دراجن داليباجيتش، ميرزا ديليباشيتش، خوان أنطونيو كوربالان، فرناندو مارتين إسبينا، ألبرتو هيريروس وديجان بوديروغا.

## التاريخ

### النجاح الكبير: 1950 حتى 1980
مع سجل البطولات التي يُحققها الفريق، لم يسبق لأي نادي أوروبي تحقيقها. وكان ريال مدريد مُطالب بجميع البطولات. على مدى نصف قرن على الأقل، كان مدريد مُتسيد في كرة السلة الأوروبية، حيث حقق رقماً قياسياً من عشرة ألقاب قارية، بسبب هيمنته في الستينيات. وبسبب هيمنته المبكرة في إسبانيا قاده إلى رقم آخر لا يمكن المساس به من 34 دوري و27 كأس ملك. وفي كل مرة تقريباً لا يُشارك ريال مدريد في أوروبا يفوز بكأس قاري وهي أربعة كؤوس سابورتا، كأس كوراتش وكأس أوروبا لكرة السلة.
وساهم لاعبون مثل إيمليانو رودريغز، كليفورد لويك، واين برابيندير، والتر شتيربياك، خوان أنطونيو كوربالان، درازن بيتروفيتش، ميرزا ديليباشيتش، أرفيداس سابونيس وديجان بوديروغا بتحويل ريال مدريد إلى أحد أكبر أندية كرة السلة في العالم. حيث فاز ريال مدريد بما يصل إلى 7 ألقاب أوروبية بين عامي 1964 و1980، ليصبح أسطورة كرة السلة الأوروبية، وحتى عندما أستغرق النادي 15 عامًا للفوز بها مرة أخرى، فقد نجح في منافسات أوروبية أخرى أيضًا.
أسقط مدريد أولمبيا ميلانو في كأس سابورتا عام 1984، بسبب الرميات الحرة من بريان جاكسون، ثم حقق بتروفيتش 62 نقطة في نهائي كأس سابورتا عام 1989 ضد يوفي كازيرتا باسكت. أخيرًا، مدريد حصل على لقب كأس كوراتش عام 1988 ضد نادي سيبونا لكرة السلة.

### 1990–2010
فاز ريال مدريد بكأس سابورتا لعام 1992 ضد نادي باوك لكرة السلة. ومع وصول أرفيداس سابونيس حصل ريال مدريد على آخر بطولة الدوري الأوروبي لكرة السلة بعد فوزه على نادي أولمبياكوس لكرة السلة في النهائي عام 1995. ثم فاز ريال مدريد بلقب كأس سابورتا عام 1997 أمام سكاليجيرا باسكت فيرونا ، لكن لم يعد هناك أي لقب أوروبي على مدى العقد القادم.
ولا يزال ريال مدريد يحقق النجاح على المستوى المحلي حيث فاز بلقب الدوري الإسباني لكرة السلة في عامي 2000 و2005. كل ذلك تغير في عام 2007 عندما تم تعيين جوان بلازا كمدرب جديد للفريق. بمساعدة لاعبين مثل لويس بولوك، فيليبي رييس وأليكس مومبرو، أضاف ريال مدريد كأسًا جديدة إلى قائمة الألقاب وهو كأس أوروبا لكرة السلة، حيث فاز بـ 12 من آخر 13 مباراة وهزم ليتوفوس رايتس بنتيجة 75-87 في نهائي كأس أوروبا لكرة السلة لعام 2007. علاوة على ذلك، أنهى ريال مدريد في المركز الثاني في موسم الدوري الإسباني 2006-07 ، وبقي قويًا في ملعبه خلال مباريات الدوري الإسباني وحقق الدوري الاسباني لكرة السلة للمرة 30 في تاريخه من خلال فوزه على غريمه اللدود نادي برشلونة لكرة السلة بنتيجة 3-1 في سلسلة الدوري الاسباني لعام 2007.

### 2011–2022: عصر بابلو لاسو
في عصر بابلو لاسو، تمكن ريال مدريد من تحقيق نجاح مُلفت. وكان هُناك لاعبون أسبان من المستوى الأول في ذلك الوقت مثل سيرجيو رودريغيز ورودي فرنانديز. كذلك كان نيكولا ميروتيتش جنباً إلى جنب مع سيرخيو يول وفيليبي رييس جزء من الفريق. أعطت هذه المجموعة من لاعبي ريال مدريد 5 بطولات كأس ملك و 3 بطولات كأس سوبر و 3 بطولات دوري وكذلك بطولتين للدوري الأوروبي وكذلك بطولة وحيدة لكأس القارات.
في 17 مايو 2015، بعد 20 عامًا من الانتظار فاز ريال مدريد ببطولة الدوري الأوروبي لكرة السلة ضد نادي أولمبياكوس لكرة السلة. تم اختيار لاعب ريال مدريد أندريس نوسيوني كأفضل لاعب في الفاينل فور. أُطلق على البطولة اسم لا نوفينا. بعد لقب الدوري الأوروبي، فاز ريال مدريد أيضًا ببطولة الدوري لموسم 2014-15. ولأن ريال مدريد فاز أيضًا بكأس إسبانيا وكأس السوبر الإسباني هذا الموسم حقق النادي أول «رُباعية» في تاريخه.
في 27 سبتمبر 2015، بعد مرور 34 عامًا على لقب كأس القارات الأخير، فاز ريال مدريد ببطولة كأس القارات الخامسة بعد تغلبه على نادي باورو البرازيلي. وحقق سيرخيو يول جائزة أفضل لاعب في البطولة. وبذلك أصبح ريال مدريد قد حقق خمسة ألقاب في كأس القارات وهو أكثر نادي أوروبي تحقيقًا لهذا اللقب.
في 20 مايو 2018، حقق ريال مدريد مرة أخرى لقب الدوري الأوروبي ليحقق بذلك لقبه العاشر على في تاريخه. وكان لوكا دونتشيتش أبرز لاعب في الفريق وقد حقق جائزة MVP كأفضل لاعب في الدوري الأوروبي في عمر 19 سنة فقط.

## اللاعبون

### القائمة الحالية
ملاحظة: تُشير الأعلام إلى أهلية الفريق الوطني في الأحداث التي يعترف بها الاتحاد الدولي لكرة السلة. قد يَحمل اللاعبون جنسية غير مَعروضة، وهي من غير الاتحاد الدولي لكرة السلة.

### الأرقام المعلقة
| الأرقام المعلقة من ريال مدريد | الأرقام المعلقة من ريال مدريد | الأرقام المعلقة من ريال مدريد | الأرقام المعلقة من ريال مدريد | الأرقام المعلقة من ريال مدريد | الأرقام المعلقة من ريال مدريد |
| الرقم                         | الجنسية                       | اللاعب                        | المركز                        | الفترة                        |                               |
| ----------------------------- | ----------------------------- | ----------------------------- | ----------------------------- | ----------------------------- | ----------------------------- |
| 10                            | إسبانيا                       | فرناندو مارتين إسبينا         | وسط                           | 1981–1986، 1987–1989          |                               |

## وصلات خارجية
- الموقع الإلكتروني